# Музеј музике у Паризу
48° 52′ 10″ С; 2° 23′ 11″ И / 48.8695° С; 2.3864° И
 Музеј музике Париске филхармоније (фр. Musée de la Musique de la Philharmonie de Paris); је музеја музике у 19. арондисману Париза, Француска, отворен 1997. године, смештен у Граду музике (фр. Cité de la Musique), такође познатом и као Филхармонија 2. Музеј са медијском библиотеком поседује колекцију од неколико хиљада музичких инструмената и предмета музичке уметности, наслеђених од Париског националног конзерваторијума за музику и игру (фр. Conservatoire national supérieur de musique et de danse de Paris, CNSMDP), који прати историју западне музике од 16. века до данас. Поред хиљаде предмета представљених у сталној поставци (у њиховом географском и историјском контексту), музеј организује привремене изложбе, вођене туре и бесплатне концерте. Такође спроводи мисију рестаурације и истраживања, пружајући приступ најновијим подацима о древним и модерним инструментима у свом документационом центру, који је интегрисан у библиотеку медија, а омогућава и бесплатан приступ свом дигиталном садржају преко веб странице.

## Историја
Историја Музеја музике у Паризу (Музеј музике Париске филхармоније), започиње крајем 18. века, када су се после француска револуција отвориле могућности за нове начине истраживања и чувања културног наслеђа. Године 1793. новоосновани Национални институт за музику (фр. Institut national de musique), почиње са прикупљањем инструмената и партитура као део свог едукативног програма. Већина ових предмета дошло је конфискацијом из: цркава и аристократских колекција, али и из јавних аукција, што је омогућило стварање једне од најранијих и најзначајнијих колекција музичких инструмената у Европи. До средине 19. века, Конзерваторијум је поседовао богату збирку инструмената која је постала доступна студентима и истраживачима. Првобитну збирку од 316 инструмената у „кабинету за инструменте” тадашњег Националног музичког института, пописали су Бернар Сарет (фр. Bernard Sarrette, 1765-1858), француски официр и администратор и Антонио Бруни (итал. Antonio Bartolomeo Bruni, 1757-1821), италијански виолиниста, композитор и диригент, који је већи део свог живота провео у Паризу. Сарету је касније било одобрено да Институт трансформише у Конзерваторијум за музику и декламације, чији је он постао први директор. Међутим од првобитних 316 пописаних инструмената (које је првих 351 студентата користило за вежбу), сачувано је само тринаест. Идеја о музеју посвећеном музици као самосталној институцији почиње да се обликује крајем 19. века, захваљујући иницијативама визионара попут Франсоа Жозефа Фетиса (фр. François-Joseph Fétis, 1784-1871), белгијског музиколога, критичара, наставника и композитора, као и Густава Шукеа (фр. Gustava Chouqueta, 1819-1886), француског историчара музике, музичког критичара и наставника француског језика, који су схватили значај музичког наслеђа за едукацију и културни развој. Држава је 1861. године откупила збирку инструмената Луја Клаписона (фр. Louis Clapisson, 1808–1866), успешног композитора и виолинисте, како би је ставила на располагање Конзерваторијуму, па је тако 17. новембра 1864. године у Паризу, по први пут јавности представљена ова колекција музичких инструмената. Двадесети век је био период интензивног ширења и развоја колекција обележен реорганизацијом и обједињавањем националних колекција посвећених музици. Указ од 30. октобра 1935. године, предвиђа спајање „музичких библиотека”. Циљ је био да се обједине три музичке збирке: Народне библиотеке (фр. Bibliothèque nationale), Библиотеке музеја опере (фр. Bibliothèque-musée de l'Opéra) и Националног конзерваторијума за музичку и драмску уметност (фр. Conservatoire national de musique et d'art dramatique). Формално оснивање музеја посвећеног музичким инструментима долази 1942. године, када је отворен Музеј музичких инструмената у склопу Конзерваторијума. Његова првобитна локација била је зграда у 8. арондисману Париза, где су се налазиле и друге уметничке и едукативне институције. Током наредних деценија, збирка се континуирано ширила, обухватајући не само европске инструменте, већ и богату колекцију из различитих делова света, укључујући Африку, Азију и Америку. У овом периоду, музеј постаје кључна тачка за истраживање и проучавање историје музике. Стручњаци, музичари и студенти користе његове ресурсе за проучавање различитих инструмената и њиховог развоја, али како је колекција расла, постало је јасно да постојећи простори нису довољни да адекватно прикажу богатство и разноврсност збирки. Крајем 20. века (1997. године), француске власти доносе одлуку о стварању Града музике, новог културног комплекса у североисточном Паризу у Парку Вилет. Овај амбициозни пројекат, који обухвата научни центар, концертне дворане и музеје, предвиђао је и нови простор за Музеј музике. Дизајн овог модерног простора поверен је архитекти Кристијану де Порзампарку (фр. Christian de Portzamparc, рођен 19. маја 1944. Казабланка, Мароко), добитнику престижне Прицкерове награде за архитектуру. Нови Музеј музике отворен је 1997. годинеу оквиру Града музике, што означава прекретницу у његовој историји.
 Међутим, тек отварање зграде Париске филхармоније 2015. године  донело је потпуно нову димензију Музеју музике. Архитекта Жан Новел (фр. Jean Nouvel, рођен 12. августа 1945. Фумел, Лот и Гарона, Француска), креирао је футуристичку зграду која комбинује концертне дворане, едукативне просторе и музеј под једним кровом. Интеграција музеја у овај комплекс додатно је оснажила његову улогу у промоцији музике. Сада, посетиоци музеја могу да уживају у богатим колекцијама током дана, а затим присуствују концертима светски познатих оркестара увече. Овај синергијски приступ уједињује историју и савременост, омогућавајући музеју да остане релевантан и атрактиван за ширу публику а колекција, која броји више од 8000 инструмената и уметничких предмета, коначно добија адекватан простор за излагање и конзервацију. Музеј музике Париске филхармоније данас представља јединствену институцију која спаја уметност, историју и иновацију. Његова историја одражава ширу еволуцију музичке културе у Француској и свету, док његове колекције и савремени простори нуде велики допринос истраживању и очувању музичког наслеђа. Са сталним развојем и прилагођавањем модерним трендовима, музеј остаје централна тачка за љубитеље музике, стручњаке и ширу јавност.

## Колекција музеја
Музеј данас поседује једну од најимпресивнијих збирки музичких инструмената на свету од 8.419 инструмената и уметничких предмета (где су 5.555 комада музички инструменати). За 5.555 инструмената, онлајн каталог наводи следеће географско порекло: 2.609 из Европе, 512 из Азије, 152 из Африке, 129 из Америке, 12 из Океаније, док за 2.141 није наведено порекло. Колекција углавном обухвата класичне и популарне музичке инструменте од краја 16. века до данас. Међу најзначајнијим експонатима су виолине Антониа Страдиварија (лат. Antonius Stradivarius), клавири које су користили: Фредерик Шопен (пољ. Fryderyk Franciszek Szopen) и Франц Лист (мађ. Liszt Ferenc), као и реконструисани уређај лутиал (према оригиналним патентима), монтиран на клавир произвођача Ерард (фр. Maison Erard) из 1891. године. Музеј такође садржи рукописе, слике, таписерије и друге уметничке предмете повезане с музиком. Посебан акценат стављен је на интерактивне изложбе које посетиоцима омогућавају да истраже звуке инструмената и њихову улогу у различитим културама. Дигиталне технологије и мултимедијалне презентације омогућавају савременој публици да се укључи у проучавање музике на иновативан начин. Музеј је повезан са медијатеком Филхармоније, смештене изнад музеја, где су налазе четири збирке: музејска, документарна и архивска, дигитална, образовна и оријентацијска, која од 1. јануара 2016. обухвата више од 80.000 докумената (без архивских фондова) и 110.000 аудиовизуелних снимака. Музеј музике Париске филхармоније, који је добио ознаку Музеј Француске (фр. Musée de France), спроводи и мисију конзервације и истраживања, пружајући приступ најновијим подацима о древним и модерним инструментима у свом документационом центру, који је интегрисан у библиотеку медија, и омогућава бесплатан приступ свом дигиталном садржају преко веб странице.

## Галерија
- Лепантски клавикорд, 16. век, Италија
- Чембало, 1667, Болоња, Италија
- Барокне трубе, 1671, Нирнберг, Немачка
- Два сломљена чембала, 1700, Париз, Француска
- Гитаре и лауте, Антониа де Торес Хурада и Џанго Ренарта
- Чембало, 1646, Антверпен, Белгија
- ЕМС ВЦС 3 синтисајзер и ДК-1 клавијатура, 1969, Ледок, Уједињено Краљевство